# Parque Nacional Elk Island

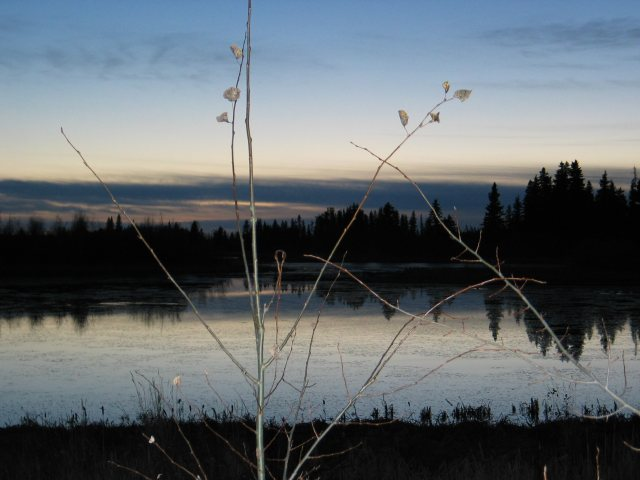
Parque Nacional Elk Island

O Parque Nacional Elk Island localiza-se ao leste da cidade canadense de Edmonton, na província de Alberta. Foi estabelecido em 1913 e tem uma área de 194 km², sendo um dos menores parques nacionais do Canadá. Possui uma vasta vida selvagem, entre os quais estão bisontes, ursos e alces, além de mais de 250 espécies de pássaros. 